# Lalaïna Nomenjanahary
Lalaïna Henintsoa Nomenjanahary (* 6. Januar 1986 in Antananarivo) ist ein ehemaliger madagassisch-französischer Fußballspieler. 

## Karriere

### Verein
Nomenjanahary wuchs in der madagassischen Hauptstadt Antananarivo in einfachen Verhältnissen auf. Er startete beim madagassischen Erstligisten Ajesaia (Association des Jeunes Sportifs de l'Avenir Inter-Arrondissement) Analamanga, mit dem er zweimal die Meisterschaft und einmal den nationalen Pokal gewann. Je ein Jahr verbrachte er bei zwei auf der unweit von Madagaskar liegenden Insel Réunion beheimateten Vereinen.
Zur Saison 2010/11 wechselte Nomenjanahary nach Frankreich zum CS Avion, mit dem er in der viertklassigen National 2 spielte. Nach 9 Ligaeinsätzen wechselte er zur neuen Spielzeit zur ebenfalls in dieser Liga spielenden B-Mannschaft des RC Lens. Darüber kam er im März 2012 zu zwei Einsätzen für die erste Mannschaft des Vereins in der Ligue 2 und avancierte in der Saison 2012/13 zum Stammspieler der Profis, für die er in 33 Ligaspielen auf dem Platz stand und 2 Tore erzielte. In der Spielzeit 2013/14 übernahm er mit 4 Torerfolgen bei 33 Einsätzen erneut eine tragende Rolle seiner Mannschaft und stieg mit ihr am Saisonende als Tabellenzweiter in die Ligue 1 auf. Dort wurde Nomenjanahary anschließend 26-mal eingesetzt, konnte den direkten Wiederabstieg des RC Lens jedoch nicht verhindern. Die folgende Saison beendete er mit dem Verein als Tabellensechster und wechselte danach zum Drittligisten Paris FC. Auch dort wurde Nomenjanahary schnell zur Stammkraft und trug mit 3 Treffern bei 23 Ligaeinsätzen zum Aufstieg in die Ligue 2 bei. Nach einem achten Rang in der Saison 2017/18 belegte die Mannschaft am Ende der Spielzeit 2018/19 den vierten Tabellenplatz, verpasste in den anschließenden Play-offs aber den Aufstieg in die Erstklassigkeit. Im Sommer 2021 wechselte er dann innerhalb der Hauptstadt weiter zum Viertligisten Paris 13 Atletico. Ab Juli 2022 spielte er noch eine Saison für den fünftklassigen FCM Aubervilliers und beendete dann seine aktive Karriere.

### Nationalmannschaft
Nomenjanahary debütierte am 21. Mai 2006 gegen Swasiland in der madagassischen A-Nationalnationalmannschaft. Er nahm am Afrika-Cup 2019 in Ägypten teil und gelangte mit seinem Team bis ins Viertelfinale. Im Wettbewerb kam Nomenjanahary fünfmal zum Einsatz und erzielte ein Tor im Gruppenspiel gegen Nigeria.

## Erfolge
Ajesaia Analamanga
- Madagassischer Meister: 2007, 2009
- Madagassischer Pokalsieger: 2006

RC Lens
- Aufstieg in die Ligue 1: 2014

Paris FC
- Aufstieg in die Ligue 2: 2017